# هربرت بورديت
هربرت تشانينغ بورديت، (1855-1891)، مهندس معماري أمريكي تدرب في مكتب هنري هوبسون ريتشاردسون، الذي أسس نفسه في مهنة قصيرة كمصمم ناجح للمباني في غرب نيويورك. مع شريكه جيمس هربرت مارلينغ (1857-1895)، صمم بورديت العديد من المباني العامة في بوفالو، نيويورك وعدد من العقارات السكنية للمواطنين البارزين في بوفالو، وودستوك، أونتاريو وبرلنغتون، فيرمونت. بسبب وفاته المبكرة، لا يُذكر بوردت كثيرًا اليوم خارج تلك المناطق التي لا تزال مبانيه المعروفة باقية فيها.

## النشأة
وُلد هربرت بورديت في 26 أبريل 1855، في 47 شارع ويست سيدار في بوسطن، ماساتشوستس، وهو الولد الأكبر لألفريد لوك بورديت (1831-1901) وماري آنا جوسلين بورديت (1832-1900). بورديت، من مواليد ليومينستر، ماساتشوستس، كان أمين الصندوق فترة طويلة في بنك ليومينستر الوطني، وكذلك أمين صندوق بنك ليومينستر للتوفير، ووفقًا لصحيفة نيويورك تايمز، كان أحد أشهر الممولين في مقاطعة وورسيستر.
عندما كان هربرت بورديت صغيرًا، انتقلت العائلة لفترة وجيزة إلى ستيرلنغ، إلينوي، قبل أن تعود إلى ليومينستر في عام 1861. في عام 1872، تخرج بورديت من المدرسة الثانوية في المدينة. على مدار العامين التاليين أجّل التحاقه بالتعليم العالي بسبب اعتلال صحته، واستعاد عافيته في منزل العائلة قبل الالتحاق بكلية هارفارد عام 1874.

## تعليمه
في عام 1878، تخرج بورديت بدرجة البكالوريوس في الآداب من جامعة هارفارد، حيث كان يُذكر بأنه طالب جيد، وصاحب ذوق هادئ، وطبيعة طيبة ثابتة، مهذب، ولديه حس عام ممتاز. لقد حصل على مكانة ذات مصداقية عالية في الكلية، كان عضوًا في جمعية (في بيتا كابا) الفخرية وجمعية (بي إيتا) وجمعية هارفارد للتاريخ الطبيعي.
لمدة عام بعد التخرج، بقي بورديت في كامبريدج، ماساتشوستس واستمر في أخذ دورات في جامعة هارفارد ودرس القانون تحت إشراف محامي بوسطن قبل أن يصبح مكرسًا للتاريخ ولعدة مواضيع متنوعة لم يكن قادرًا على تناولها خلال دورة الكلية. بعد ذلك أمضى العامين التاليين في تدريس اللاتينية واليونانية والرياضيات والرسم في مدارس خاصة صغيرة في ديلاوير وكونيتيكت وبنسلفانيا.

## التدريب المعماري
في أغسطس من عام 1881، دخل هربرت بورديت مكتب الرسم للممارسة المعمارية المنشأة حديثًا لهارتويل وريتشاردسون في 68 شارع ديفونشاير في بوسطن، كرس نفسه لدراسة الهندسة المعمارية بهدف جعلها مهنته. عمل بوردت في أول مهمة رئيسية لهارتويل وريتشاردسون، مكتبة ريتشاردسونيان رومانيسك بلمونت العامة، في بلمونت، ماساتشوستس.
بعد أن أمضى عامين كرسام لهارتويل وريتشاردسون، في أكتوبر 1883، غادر بورديت الشركة لينضم إلى مكتب هنري هوبسون ريتشاردسون (1838-1886) في بروكلين، ماساتشوستس، ثم اعتُبر المهندس المعماري الأمريكي الرائد والمعروف برعاية الشباب ومواهب مثل ستانفورد وايت وتشارلز فولن مكيم. كان لريتشاردسون تأثير كبير على جيل من المهندسين المعماريين مثل لويس سوليفان وفرانك لويد رايت.
ليس من الواضح ما هي المشاريع التي شارك بورديت فيها بمجرد انضمامه إلى مشغل ريتشاردسون، حيث كانت الشركة تتمتع بمجموعة كبيرة من الأعمال السكنية والتجارية والعامة في جميع أنحاء البلاد في ذلك الوقت. ومع ذلك، عندما تولى بورديت منصبه الجديد في بروكلين كان مكتب ريتشاردسون في طور تطوير دخول المنافسة لمحكمة مقاطعة أليغيني المقترحة في بيتسبرغ، بنسلفانيا في يناير من عام 1884. بعد سنوات من الممارسة العملية عمل بورديت في مشروع المحكمة، وهو تصميم اعتبره ريتشاردسون بنفسه أحد أنجح أعماله.
في وقت قريب من انضمامه إلى مكتب ريتشاردسون، يبدو أن بورديت قد تولى مهمة صغيرة: توفير خطط لتحسين مجلس العموم في مسقط رأسه في ليومينستر.
كان المشروع الرئيسي الآخر في الشركة في هذا الوقت هو الانتهاء من مبنى العاصمة في ولاية نيويورك في ألباني، وهو عمل مشترك بين ريتشاردسون وزميله المهندس المعماري ليوبولد إيدليتز، ومهندس المناظر الطبيعية فريدريك لو أولمستيد، وأخيرًا، المفوض إسحاق جي بيري. قُسّمت المراحل الرئيسية للبناء بين ريتشاردسون وإيدليتز وأولمستيد، ومنذ عام 1883، عمل بيري بقوة لإكمال التصاميم والحفاظ على عمل المبنى أثناء عملية البناء. تضمنت مهام التصميم الرئيسية لريتشاردسون الانتهاء من الجانب الجنوبي للمبنى، بما في ذلك غرفة مجلس الشيوخ والسلم الغربي العظيم. تطلب الدور الكامل لهربرت بورديت في تصميم وبناء مبنى العاصمة بولاية نيويورك مزيدًا من البحث، وأثبت أنه لا يعمل فقط في غرفة مجلس الشيوخ ولكن قدّم أيضًا تصميماتٍ لمكتبة الولاية.
ومن المعروف أيضًا أنه في هذا الوقت قدّم بورديت رسومات أولية لقاعة المدينة الجديدة المقترحة لريتشاردسون في ألباني، وهو العمل الذي وصفه المعهد الأمريكي للمهندسين المعماريين بأنه عمل ساحر لكليهما.
من المحتمل أنه خلال إحدى هذه الرحلات إلى بوفالو من منزله في بروكلين، التقى بورديت بالمهندس المعماري المحلي جيمس هربرت مارلينغ، الذي قام في أوائل عام 1887 بحل شراكته مع جوزيف سيلسبي، المعروف باسم صاحب العمل الأول لفرانك لويد رايت. وفقًا لبورديت: في فبراير من عام 1887، أتيت إلى بوفالو، ومنذ ذلك الوقت أعمل على حسابي الخاص، مع جيه إتش مارلينغ، في شركة مارلينغ وبورديت، وقد حققت نجاحًا معقولًا.

## الممارسة
بالإضافة إلى إدارة أعمالهم، تمكن جيه إتش مارلينغ وهيربرت بورديت أيضًا من إيجاد الوقت للانخراط في جوانب أخرى من المهنة، ليس فقط لعرض رسوماتهم في الجامعة المعمارية في نيويورك والمعهد الأمريكي للمهندسين المعماريين، ولكن أيضًا مع الصحافة المحلية والتجارية في أمور مثل مقاومة المباني للحرائق، وضرورة قيام المهندسين المعماريين برفع مستوى تصميم المدارس.
شارك مارلينغ وبورديت أيضًا في حملة صحفية قام بها نحو مائة مهندس معماري أمريكي للاحتجاج على شروط ظروف المنافسة غير اللائقة في التمديد المقترح لمنزل ولاية ماساتشوستس في عام 1889.